# Спільна покупка
Спільна покупка (спільна закупівля, колективна покупка) — принцип організації покупок, коли кілька осіб об'єднуються в групу для придбання товарів безпосередньо від постачальника або виробника за гуртовими цінами або в іншій країні (наприклад, в інтернет-магазині або на онлайн-аукціоні).
Посередником між постачальником і покупцями стає організатор закупівлі, приватна особа, або організація. Він займається вибором асортименту, пошуком постачальників, збором замовлень та оплати від учасників покупки (покупців), отриманням товару і передачею його покупцям.
Спільні покупки часто здійснюються через Інтернет на спеціалізованих сайтах, тематичних форумах або через соцмережі. Регулярна організація спільних покупок без реєстрації як індивідуального підприємця і сплати податків є злочином. Разова організація покупок вимагає лише декларування податків і сплати податку із доходів фізичних осіб.

## Історія
Перше відоме об'єднання покупців відноситься до 1860-х років. Джордж Ґілман, засновник Great Atlantic & Pacific Tea Company в Нью-Йорку, придумав новий спосіб маркетингу. Він розсилав клієнтам пропозиції організовувати «клуби покупок» серед своїх сусідів. Такий клуб міг робити спільні замовлення чаю і кави, отримуючи хорошу знижку, доставка проводилася щотижня. Організатори купівлі отримували додаткову пачку товару за свої зусилля.
До початку XX століття покупці почали самі створювати клуби для спільних покупок — як в США, так і в Європі. Найчастіше такі клуби формувалися сусідами по району для закупівлі продовольчих товарів.
Розвиток інтернету дозволив вивести цю ідею на новий рівень. Наприкінці 1990-х в США з'явилося відразу кілька великих сайтів з організацією спільних покупок. Всі вони виступали посередниками, домовляючись з постачальниками і пропонуючи відвідувачам каталог товарів для гуртових покупок.
В Україні спільні покупки почали з'являтися на початку 2000-х, зазвичай це були об'єднання користувачів на форумах. Основними учасниками покупок виступали молоді мами, яким необхідно було купувати безліч дитячих речей, і вони шукали шляхи економії. Згодом найактивніші з них стали займатися організацією закупівель на постійній основі, беручи за свої послуги відсоток.
Історія розвитку групових покупок показує, що цей торговий інструмент виникає як реакція ринку на певні обставини. Перш за все, це обмежені бюджети покупців, і нерозвинена роздрібна торгівля, нездатна відповідати цим бюджетам. Підвищення рівня життя і розвиток торгівлі знімають економічну необхідність у спільних покупках. Однак це зовсім не означає, що вони стають непотрібні.

## Переваги і недоліки

### Переваги[3]
1. Переважно більш низька вартість товарів завдяки зниженню кількості посередників і зменшення їх витрат (нижче торгова націнка, в ціну не закладається витрата продавців на оренду приміщення, складу, персонал, податки, соціальні відрахування).
2. Можливість роботи з різними виробниками, більш широкий асортимент товарів.
3. Якщо організатор є фізичною особою, то відносини між ним і покупцем не регулюються законом «Про захист прав споживачів», тож і покупець має менше прав. У разі непорозумінь організатор несе менші ризики, ніж юридичні особи в аналогічній ситуації.[2]

### Недоліки[4]
1. При гуртовій закупівлі постачальник може залишити за собою право надати товар, що відрізняється за кольором і розмірам (Організатор отримує так званий «пересорт»).
2. Немає можливості заздалегідь переконатися в якості товару і в тому, наскільки він підходить (наприклад, приміряти одяг або взуття, визначити відповідність розмірної сітки).
3. Організатор — це посередник, він заявляє, що не несе ніякої відповідальності ні за отриманий товар, ні за сам факт його отримання. Однак, неотримання товару може відбитися на його репутації.
4. Розрахунок може проводитися неофіційно, без документів, таких як товарний чек, розписка тощо. Всі відносини будуються тільки на довірі між організатором і учасниками закупівлі.
5. Можливість шахрайства з боку організатора не виключається: це може бути крадіжка коштів або завищення цін.
6. Багато організаторів фактично займаються незаконною підприємницькою діяльністю і не оплачують податки.
7. Очікування товару може скласти до кількох тижнів.
8. Не всі постачальники працюють з фізичними особами. Іноді закупівлі проводяться через юридичну особу за незаконною схемою.[3]

## Процес купівлі
1. Існує організатор покупки — людина, яка знаходить товар і того, хто може його продати за прийнятною ціною. Далі організатор вибирає дилерську службу, яка доставить товар, дізнається про мінімальну кількість одиниць товару.
2. Збирає інших бажаючих купити цей товар.
3. Збирає і відправляє замовлення, проводить оплату і вирішує організаційні питання.
4. Коли товар отриманий, зв'язується із заявниками і розподіляє замовлення між ними.

Організатор покупки виступає посередником між продавцем і покупцями. У більшості випадків за свою роботу організатор бере плату в розмірі 10-15 відсотків від вартості замовлення. Покупець сплачує вартість товару за гуртовою ціною, організаторський збір і частину вартості доставки.